# Gorcebjergene
Gorcebjergene (polsk: Gorce [ˈɡɔrt͡sɛ] ) er en del af bjergkæden Vestlige Beskider, i det sydligste Polen. De ligger i Małopolska-provinsen, i vestenden af Karpaterne der strækker sig cirka 1.500 km mod øst fra Dunajecfloden.

## Geografi
Gorce er kendetegnet ved adskillige højderygge i alle retninger i op til 40 kilometers længde i øst-vestlig retning, med en række højere bjerge gennemskåret af dybe floddale.
Området er domineret af omkring et dusin afrundede toppe inklusive Turbacz (den højeste, på 1.300 moh.) i midten og - mod øst: Jaworzyna Kamienicka (1.288 moh. ), Kiczora (1.282 moh., Kudłoń (1.276 moh.), Przysłop, Czoło og Gorc Kamienicki. Den sydøstlige højderyg af Gorce når Pieninybjergene (adskilt af Ochotnica-passet) med Lubań (1.225 moh.) som sin højeste top efterfulgt af Pasterski Wierch, Runek og Marszałek. Den nordvestlige højderyg inkluderer Obidowiec og toppen af Suhora (1.000 moh.) med et astronomisk observatorium, der ejes og drives af det pædagogiske universitet i Kraków. 
Der er et antal mindre huler i Gorce, udskåret i undergrunden og dens konglomerater, der danner det Karpatiske Flysch-bælte . Der er en høj årlig nedbør, der skyldes at luften, der tvinges op af bjergene og akkumuleres i skyer. Regnvand strømmer hurtigt i alle retninger og giver vand til Raba-floden på den nordvestlige side af Gorce og Dunajec på den sydøstlige side. Andre floder dannet af bjergene inkluderer Kamienica , Ochotnica og Porębianka såvel som store vandløb såsom Turbacz, Gorcowy og Łopuszna blandt andre. Hovedbyen er Nowy Targ på Dunajec nedenfor Podhaledalen, med byer, som Krościenko nad Dunajcem, Szczawa og Ochotnica. 

## Natur
En del af Gorce-bjergene er beskyttet i Gorce Nationalpark (polsk: Gorczański Park Narodowy), et fuglereservat og et bevaringsområde for biodiversitet udpeget i 1981 af Małopolska- provinsen, med strengt beskyttet zone, der dækker 3.611 hektar  i den højeste del af Gorce. 
Dyrelivet inkluderer næsten 50 pattedyrarter  med ulv og los , den knap så hyppige brun bjørn,  og lutra (sjælden europæisk odder ) såvel som skovmår og grævling. hasselmus og træsyvsoveren sammen med den almindelig syvsover er alle strengt beskyttet. Der er over 200 kronhjorte optalt i parkområdet, såvel som rådyr og vildsvin,  ræv, vildkat, hare, stinkdyr og lækat (hermelin). Krybdyr og padder inkluderer ildsalamander (latin: Salamandra salamandra, den eneste padde (en af to Salamandridae ), der føder fuldt dannede unger i store højder;    samt over halvfems arter af ynglefugle, herunder ugler, ørne, høge, rype, sort stork og andre.
I Gorce er der hundredvis af planter, inklusive alpine og subalpine planter, der vokser i enge og åbne områder. Skove dækker omkring 65% af bjergene i fire forskellige niveauer i henhold til højden. De mest almindelige træarter er bøg, gran og gran  med en gennemsnitsalder på op til 100 år. 

## Kultur
Gorce-landskabet er blevet ændret af menneskelig aktivitet. Tidlige bosættere dukkede op i Gorce-området i det 12. århundrede. Det første kloster blev rejst i Ludźmierz af cisterciensermunke i 1234. Under regeringen for Casimir III den Store (Kazimierz Wielki ) blev de første slotte bygget, inklusive i Czorsztyn, og flere nye bosættelser, såsom byen Krościenko (1348) og landsbyer: Kluszkowce (1307), Grywałd (1330) og Tylmanowa (1336) blev etableret langs grænsen til Kongeriget Ungarn efterfulgt af øget kommerciel skovhugst og transport. Gorce-skovene led dog mest i det 19. århundrede under Østrig-Ungarns kejserlige styre. Træer blev fældet i stor skala, især i let tilgængelige områder.

Gorce-bjergene er et populært turistområde med fyrre godt afmærkede stier til vandreture, der er to til fire timer lange, opdelt i forskellige sværhedsgrader med en maksimal afstand på 17 kilometer (Raba Niżna-Turbacz Trail, som er dobbelt så lang som gennemsnittet).